# 岷江景天
岷江景天（学名：Sedum balfouri）是景天科景天属的植物，是中国的特有植物。分布在中国大陆的云南、四川等地，生长于海拔3,000米至4,000米的地区，常生长在山坡石上，目前尚未由人工引种栽培。

## 别名
贡山红景天、巴氏红景天（植物分类学报增刊）